# Vioolconcert nr. 3 (Aulin)
Tor Aulin voltooide zijn Vioolconcert nr. 3 in 1896. 
Het bekendste werk van deze componist had een moeilijke start. Aulin was eerste violist van het orkest van de Koninklijke Opera en had in maart 1896 een uitvoering gepland. Aulin had het werk al laten horen aan en spelen door vriend en medecomponist/musicus Wilhelm Stenhammar, die erg enthousiast was over dit werk. De teleurstelling was bij beiden dus groot toen die première niet doorging. De eerste uitvoering kon een half jaar later wel plaatsvinden met Aulin zelf als de solist. Op 30 oktober 1896 kon Stockholm toch als eerste het vioolconcert beluisteren. Erg vernieuwend was het werk niet, want Aulin hield van de muziek van Max Bruch en Henri Vieuxtemps. Hij bewonderde wel de muziek van Edvard Grieg, maar hield zich daarvan afzijdig in zijn eigen stukken.   
Het werk is opgedragen aan toenmalig meesterviolist Henri Marteau. Het bestaat uit drie delen volgens de klassieke opbouw snel-langzaam-snel:
1. Molto moderato
2. Andante con moto
3. Finale : Allegro molto

Aulin schreef het voor:
- solo viool
- 2 dwarsfluiten, 2 hobo's, 2 klarinetten, 2 fagotten
- 2 hoorns, 2 trompetten
- pauken
- violen, altviolen, celli, contrabassen

## Discografie
- Uitgave Naxos: Tobias Ringborg (solist), Niklas Willen met het Zweeds kamerorkest
- Uitgave Music Sveciae: Christian Bergqvist (solist), Symfonieorkest van de Zweedse Radio o.l.v. Okko Kamu